# Rue Sarasate
La rue Sarasate est une rue du 15e arrondissement de Paris, dans le quartier de Javel et de l’ancien hôpital Boucicaut.

## Situation et accès
Elle se situe entre la rue de la Convention, au no 93, et la rue Oscar-Roty, auxquelles elle est perpendiculaire. C’est une très petite rue de 70 mètres de long, en son milieu débouche la rue Marguerite-Boucicaut. Elle est bordée d’immeubles des années 1930.
La station de métro la plus proche est la station Boucicaut sur la ligne 8.

## Origine du nom

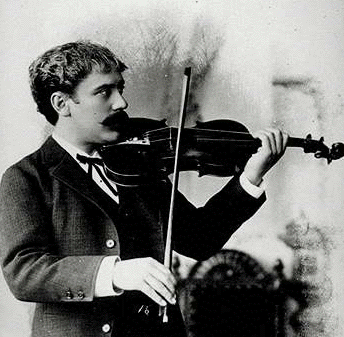
Pablo de Sarasate.

Son nom fait référence à Pablo de Sarasate (1844-1908), violoniste et compositeur espagnol.

## Historique
La voie est ouverte et prend sa dénomination actuelle en 1913.

## Dans la culture populaire

### La rue Sarasate dans la chanson
Cette rue est citée dans le texte de Comme ils disent, une chanson de 1972, écrite, composée et interprétée par Charles Aznavour : « J’habite seul avec maman, dans un très vieil appartement, rue Sarasate. »
L'artiste raconte avoir découvert le nom de cette petite rue en consultant une carte pour sa rime en « ate » (avec le mot « chatte » qui suit ), unique parmi les rues parisiennes, après avoir envisagé d'utiliser le nom d'une imaginaire rue Socrate. 

### La rue Sarasate dans la bande dessinée
Dans l'album de Philippe Geluck et Devig, Les Aventures de Scott Leblanc. Terreur sur Saïgon paru en 2014, Scott Leblanc confie à Charles Aznavour qu'il habite seul avec Maman rue Sarasate.